# ヘスス・マリア・サンロマ

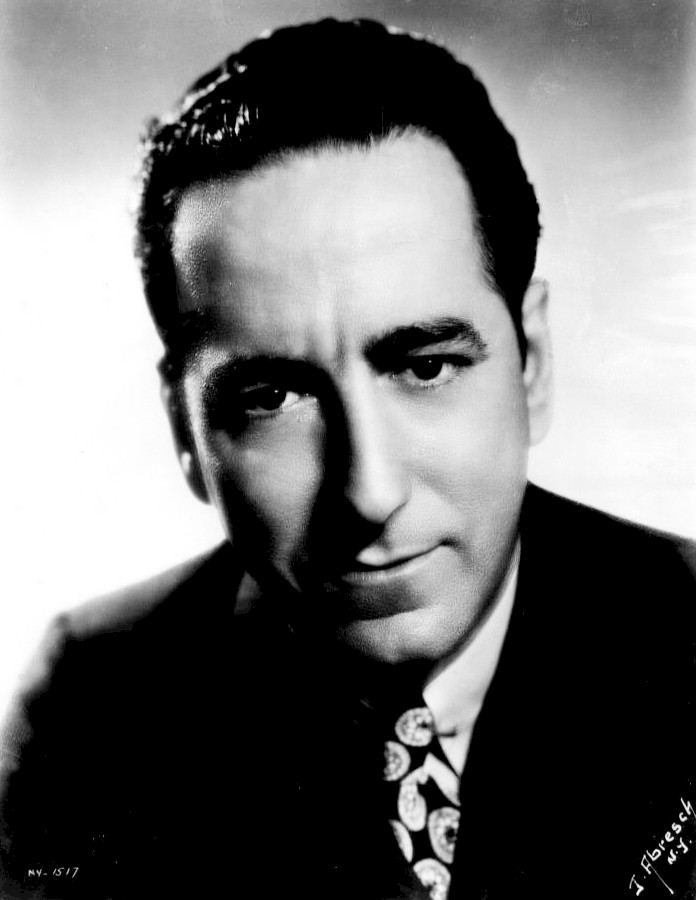
プエルトリコに帰国した後のサンロマ（1953年）

ヘスス・マリア・サンロマ（Jesús Maria Sanromá、1902年11月7日 - 1984年10月12日）は、プエルトリコのピアノ奏者。
カロリーナの生まれ。1916年にプエルトリコ政府の奨学金を受けてアメリカに留学し、ニューイングランド音楽院でダヴィッド・セケイラに師事。1920年に卒業後はアントワネッタ・スモフスカ＝アダモフスカの下で研鑽を積んだ。1926年からボストン交響楽団のピアニストになり、1927年にはヨーロッパに遊学してアルフレッド・コルトーやアルトゥル・シュナーベルの謦咳に接する。1929年にニューヨーク・タウン・ホールでデビュー・リサイタルを開き、ボストン交響楽団の公式ピアニストとして活躍するようになった。パウル・ヒンデミット、イーゴリ・ストラヴィンスキー、エルンスト・トッホ、ウォルター・ピストン、ヴァーノン・デュークやファーディ・グローフェといった作曲家たちとも、彼らの作品の初演や共演などを通して親交を深めた。1940年代後半から故郷のプエルトリコでの音楽活動も行うようになり、1950年にボストンでの職を辞してプエルトリコに帰国し、プエルトリコ大学の音楽学部の教授として後進の指導に当たった。1960年のプエルトリコ音楽院の設立やプエルトリコでのカザルス音楽祭の開催にも力を尽くしている。
サンフアンにて死去。